# الثديين (الرقة)
الثديين قرية سورية تتبع ناحية سلوك في منطقة تل أبيض في محافظة الرقة. بلغ عدد سكانها 181 نسمة في عام 2004 حسب إحصاء المكتب المركزي للإحصاء.